# Epiporopeltis tuberculatus
Epiporopeltis tuberculatus är en mångfotingart som beskrevs av Filippo Silvestri 1898. Epiporopeltis tuberculatus ingår i släktet Epiporopeltis och familjen Chelodesmidae. Inga underarter finns listade i Catalogue of Life.